# OFDM
OFDM är en akronym för Ortogonal frekvensdelningsmultiplex, men används som en digital modulationsmetod. OFDM innebär att den information som ska överföras delas i flera parallella dataströmmar, som får modulera var sin underbärvåg. På så sätt delas frekvensspektrum upp i ett antal smalbandiga kanaler. Den främsta fördelen med OFDM framför konventionell enkelbärvågsmodulation är att det underlättar hantering av dämpning, fasvridning och störningar som enbart drabbar vissa underbärvågor, exempelvis fädning vid trådlös kommunikation, eller dämpning av höga frekvenser i telefonnätets kopparkablar. OFDM möjliggör också eliminering av intersymbolinterferens orsakad av ekon och flervägsutbredning.
OFDM är väsentligen samma sak som COFDM - Coded OFDM, såväl som DMT - Discrete Multitone Modulation.

## Används av
- ADSL, VDSL
- IEEE 802.11a, IEEE 802.11g och IEEE 802.11n
- LTE
- WiMAX/IEEE 802.16
- HiperLAN
- DAB
- DVB-T
- DVB-H
- ISDB-T